# Матица русинска
Матица русинска (рсн. Руска матка) је друштвена и културно-просветна организација која се бави неговањем историјске и културне баштине Русина у Србији, остваривањем мањинских права и заштитом русинског националног идентитета. Седиште организације се налази у Руском Крстуру, а председник Матице русинске је Михајло Фејса (рсн. Михайло Фейса).

## Делатност
Непосредно по окончању Другог светског рата (1945), представници русинског народа у тадашњој Југославији формирали су прву Матицу русинску, која је распуштена већ након три године, под притиском југословенских комунистичких власти.
Иницијативни одбор за оснивање нове Матице русинске формиран је 25. априла 1990. године у Руском Крстуру. Оснивачка скупштина је одржана 28. децембра 1990. године у истом месту, а за првог председника Матице русинске изабран је Љубомир Међеши (рсн. Любомир Медєши). Организацијом је касније председавао Михајло Варга (рсн. Михайло Варґа).
Матица русинска је била домаћин трећег (1995) и десетог (2009) заседања Светског конгреса Русина, међународне организације која окупља русинска удружења из матичних земаља и дијаспоре. У периоду између 2009. и 2015. године, функцију председника Светског конгреса Русина обављао је Ђура Папуга, представник Матице русинске.
Самостално или у сарадњи са другим удружењима и институцијама, Матица русинска се бави организовањем културних манифестација и програма који су посвећени неговању русинске народне и културно-историјске баштине. Сарађује са Националним саветом Русина у Србији, а почевши од 2005. године, издаје сопствено гласило, под насловом "Руснак: Глашнїк Рускей матки".
Један од основних циљева Матице русинске огледа се у активностима које су усмерене ка очувању и унапређивању положаја русинског народа, који је у Србији званично признат као самосвојна и пуноправна национална мањина, што није случај у неким другим државама (Украјина), које оспоравају националну самобитност Русина. Тим поводом, Матица русинска се активно супротставља свим облицима негирања русинског националног идентитета, што се у првом реду односи на супротстављање свим покушајима непосредног или посредног подвођења Русина под друге народе, било Украјинце или Русе.
Управо на том пољу, Матица русинска се крајем 2005. године уочила са посебним изазовима. У склопу критичког осврта који је био посвећен русинско-украјинским односима, тадашњи председник Војвођанске академија наука и уметности, проф. др Јулијан Тамаш је поводом борбе русинског народа за остваривање националних права указао на појаву наводног "русинског фашизма", што је изазвало негодовање међу представницима русинског народа, а протест против таквих инсинуација је званично изразио и Управни одбор Матице русинске, који је јавно осудио поменуте ставове Јулијана Тамаша.
На заседању које је одржано 26. фебруара 2011. године у Куцури, Скупштина Матице русинске је усвојила нови Статут Матице русинске.

## Однос према статусу русинског језика
Иако се Матица русинска доследно залаже за очување русинске језичке и књижевне баштине, део руководства се прикључио иницијативи за промену статуса русинског језика, који је у оквиру система ISO признат као јединствени језик.     
Томе је претходила иницијатива коју је у пролеће 2019. године покренула група лингвиста, заложивши се за поделу јединственог русинског језика на два посебна језика, путем уздизања карпатско-русинског наречја и панонско-русинског наречја на статус посебних језика у оквиру система ISO, са предложеним називима: источнорусински језик и јужнорусински језик. Овај предлог за поделу, који би довео до укидања јединственог русинског језика путем стварања два посебна (одвојена) језика, одбијен је почетком 2020. године од стране Међународне организације за стандардизацију (ISO).
Уочи прославе тридесете годишњице рада, која је обележена у децембру 2020. године, део руководства Матице русинске је у новембру исте године подржао нову иницијативу, коју је формулисала проширена група лингвиста, упутивши нови захтев Међународној организацији за стандардизацију (ISO) и затраживши признавање потпуно новог језика, под предложеним називом: "рутенски језик" (енгл. Ruthenian language). Према предлогу ове групе, тај нови језик обухватао би само досадашње панонско наречје, чиме би појам русинског језика у званичној међународној терминологији (ISO) био редукован на досадашње карпатско наречје. Уколико буде усвојен, поменути захтев ће довести до поделе јединственог русинског језика на два потпуно одвојена језика.
Поменути захтеви су били формулисани од стране групе русинских лингвиста из Србије, уз подршку појединих страних стручњака, али без учешћа русинских лингвиста из матичних (карпатских) области. Иако питање о језичком јединству има велики значај за русински народ у целини, а самим тим и за Матицу русинску, поменути предлози неколицине лингвиста нису били предмет шире расправе у оквиру русинске заједнице, нити су предочени широј јавности путем русинских гласила, а ни Матица русинска се тим поводом није јавно оглашавала, иако је део њеног руководства подржао предлог из новембра 2020. године.